# Samvara
Le Samvara est une méthode préventive du jaïnisme pour ne pas accumuler du karma, cause d'attachement terrestre et de non-libération spirituelle. Il y a une quarantaine de moyens connus pour ne pas subir la loi du karma et lutter pour la pureté de son âme, le jiva.
Certains historiens ont écrit simplement qu'il faut suivre avec sérieux un chemin spirituel.
1. Les gupti sont au nombre de trois, ce sont des gardes comme la non-violence envers toutes formes de vie.
2. Les samiti sont cinq; ce sont des précautions comme la parole juste pour ne pas heurter son prochain.
3. Les dharma sont dix, ce sont des vertus comme la vérité, l'humilité.
4. Les anupreksa sont au nombre de douze. Ce sont des réflexions appelées aussi contemplations; comme l'acception du samsara, ou des causes de nos actions: le karma proprement dit. Il faut noter le terme samvara est également utilisé dans les anupreksha pour définir l'arrêt du karma par l'observation des dix vertus.
5. Les Parisaha jaya: au nombre de vingt-deux: ils sont les victoires du croyant face à l'affliction comme le froid, le chaud.
6. Les charitra ou les bonnes règles de conduite. Cinq sont répertoriées comme la pratique d'austérités, ou le contrôle des passions. Le nirjara qui est aussi un des Tattva, tout comme le samsvara c'est-à-dire une des Vérités du monde spirituel, fait partie des charitra et des anupreka en tant que méthode curative pour dissoudre le karma: il s'agit d'austérités comme les prières, le jeûne. Toute cette théorie est donnée par le Livre sacré dénommé Tattvartha Sutra.